# Passer simplex
El gorrión sahariano o gorrión del desierto (Passer simplex) es una especie de ave paseriforme de la familia Passeridae propia del Sáhara.

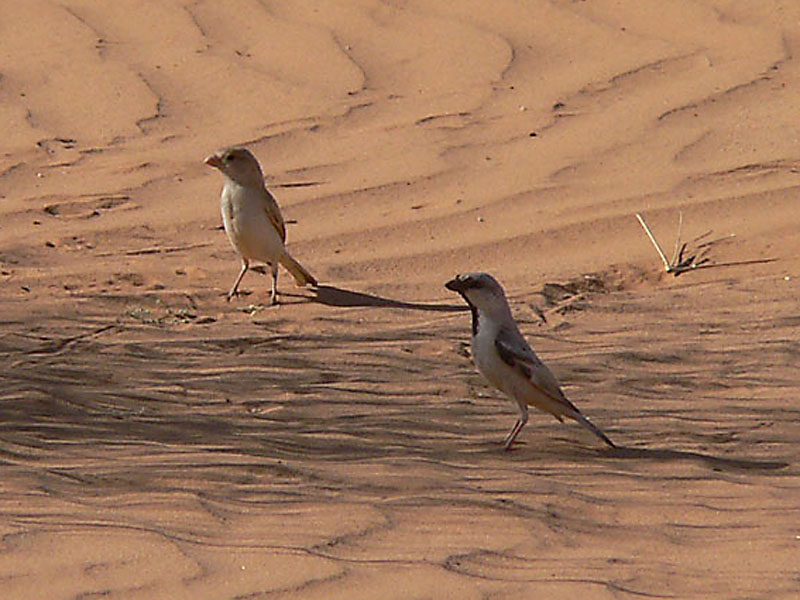
Pareja en Mauritania.

## Taxonomía
Fue descrito científicamente en 1823 por el zoólogo alemán Hinrich Lichtenstein.
En la actualidad se describen dos subespecies:
- Passer simplex saharae - ocupa de Marruecos al centro de Libia;
- Passer simplex simplex - se extiende desde Mauritania y Malí al suroeste de Egipto, y llega a Sudán y Chad por el sur.

En el pasado el gorrión de Zarudny se clasificaba como otra subespecie de gorrión sahariano, pero en la actualidad se considera una especie separada.

## Enlaces externos

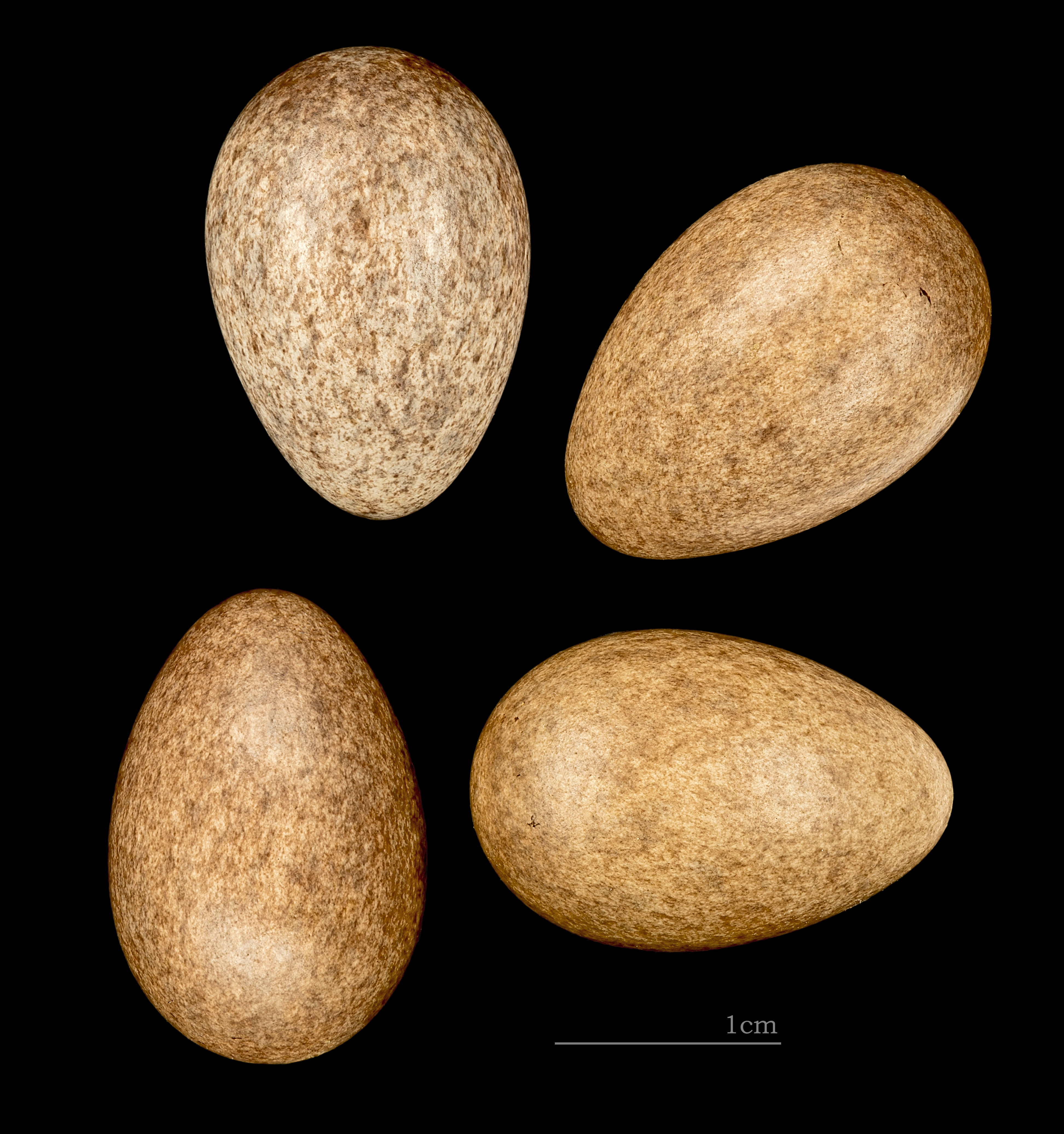
Huevos de Passer simplex sahara